# Candy (canción de Iggy Pop)
Candy, (Caramelo) canción de Iggy Pop con Kate Pierson del álbum Brick by Brick, publicada el 19 de septiembre de 1990.
El álbum fue producido por Don Was, y la canción ha sido uno de los grandes éxitos de Iggy junto a Kate Pierson. Es un medio tiempo melódico cargado de dramatismo en el que el músico canta a dúo con la entonces vocalista del grupo B-52's. Fue inspirada en la novia de Iggy llamada Betsy. 
El álbum le dio a Pop algunas de sus críticas más fuertes desde sus colaboraciones David Bowie; y Candy con Kate Pierson se convirtió en su primer éxito en la MTV.
Siendo una de las canciones más escuchadas pues las voces de ambos se combinan sorprendentemente bien ayudando a que la canción se convierta en el registro más alto de la carrera de Iggy, haciendo su primera aparición en el Billboard Top 40 en la lista de éxitos de Estados Unidos.
En 1990 en la canción Candy, que se ubicó en el Top 30 Billboard.

Una de las interpretaciones más recordadas de Candy en vivo se realizó por Iggy Pop y Kate Pierson en Arsenio en 1991.
También la canción ha sido interpretada por otros artistas como The Killer Barbies con Bela B, Wander Wildner, entre otros. 

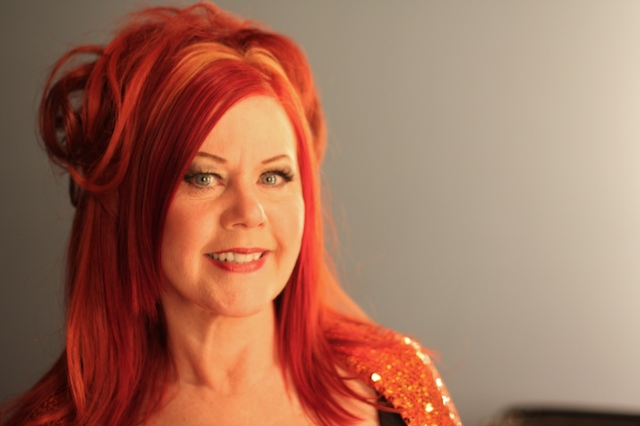
Kate Pierson en 2010.
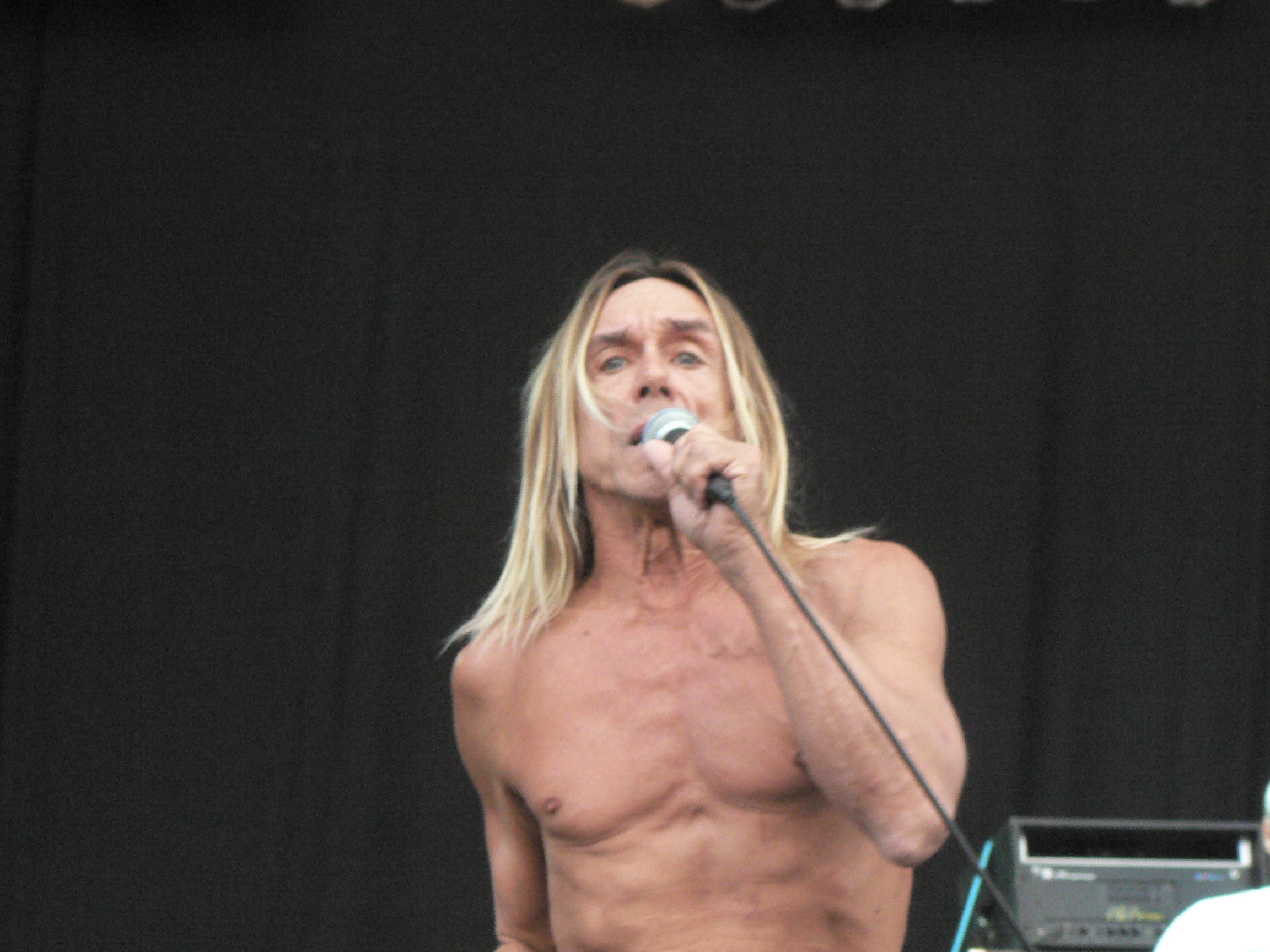
Iggy Pop en 2006.